# بالگونی
بالگونی (به انگلیسی: Balgonie) یک منطقهٔ مسکونی در کانادا است که در ساسکاچوان واقع شده‌است. بالگونی ۳٫۱۵ کیلومتر مربع مساحت و ۱٬۶۲۵ نفر جمعیت دارد.